# Izan Guevara
Izan Guevara Bonnin (Palma, Mallorca, 28 de junio de 2004) es un piloto de motociclismo español. Ha sido campeón del ETC en 2019, también ha sido campeón del FIM CEV Moto3 Junior World Championship en 2020 y del Campeonato del Mundo de Moto3 en 2022 con el Aspar Team. En 2025 compite en la categoría de Moto2 con el equipo italiano Pramac Yamaha.

## Biografía
Izan Guevara debutó a nivel internacional en 2019, corriendo en la European Talent Cup con el equipo Cuna de Campeones. En la primera ronda de la temporada en Estoril terminó las dos carreras en la décima y octava posición. En las siguientes tres rondas enlazó cinco victorias consecutivas: dos en Valencia, una en Cataluña y dos en Aragón. Gracias a esta racha llegó a la ronda de Jerez con posibilidades de ser campeón, logró el título al ganar en la primera carrera, tres carreras antes de la finalización del campeonato.
En 2020, Guevara dio el salto al FIM CEV Moto3 Junior World Championship con el Aspar Team, además en esta temporada disputó la Red Bull MotoGP Rookies Cup. En el FIM CEV comenzó la temporada con un octavo puesto en Estoril y un decimotercer puesto en Portimão, en la segunda carrera de Jerez consiguió su primera victoria, a la cual le siguió una racha de siete podios consecutivos, entre los que se destacaron las tres victorias en Aragón y la victoria en la primera carrera en Valencia. Guevara ganó el título al terminar tercero en la carrera tres de Valencia. Mientras que en la Rookies Cup, disputó nueve carreras siendo dos cuartos puestos en Aragón y Valencia sus mejores resultados de la temporada.
En 2021, Guevara hará su debut mundialista en Moto3 corriendo para el Aspar Gas Gas Team.
En el año 2022, Izan Guevera se proclamó campeón del mundo de Moto3 con el equipo Aspar Gas Gas Team. Su compañero Sergio García Dols y Dennis Foggia fueron sus máximos rivales por el título. El piloto mallorquín dominó la categoría y consiguió asegurarse el título aun faltando 2 carreras para terminar el campeonato. Las 7 victorias conseguidas durante la temporada y los 12 podios en total, le garantizaron su primer título en el Mundial de motociclismo.

## Resultados

### Red Bull MotoGP Rookies Cup
(Carreras en negrita indica pole position, carreras en cursiva indica vuelta rápida)
| Temp. | 1   | 2   | 3      | 4      | 5     | 6     | 7      | 8     | 9      | 10    | 11      | 12    | Pos. | Pts. |
| ----- | --- | --- | ------ | ------ | ----- | ----- | ------ | ----- | ------ | ----- | ------- | ----- | ---- | ---- |
| 2020  | RBR | RBR | RBR 18 | RBR 11 | ARA 9 | ARA 4 | ARA 10 | ARA 5 | VAL 10 | VAL 5 | VAL Ret | VAL 4 | 9.º  | 72   |

### FIM CEV Moto3 Junior World Championship
(Carreras en negrita indica pole position, carreras en cursiva indica vuelta rápida)
| Temp. | 1     | 2      | 3     | 4     | 5     | 6     | 7     | 8     | 9     | 10    | 11    | Pos. | Pts. |
| ----- | ----- | ------ | ----- | ----- | ----- | ----- | ----- | ----- | ----- | ----- | ----- | ---- | ---- |
| 2020  | EST 8 | POR 13 | JER 8 | JER 1 | JER 2 | ARA 1 | ARA 1 | ARA 1 | VAL 1 | VAL 3 | VAL 3 | 1.º  | 196  |

### Campeonato del Mundo de Motociclismo
Sistema de puntuación de 1993 hasta 2022:
| Posición | 1.º | 2.º | 3.º | 4.º | 5.º | 6.º | 7.º | 8.º | 9.º | 10.º | 11.º | 12.º | 13.º | 14.º | 15.º |
| Puntos   | 25  | 20  | 16  | 13  | 11  | 10  | 9   | 8   | 7   | 6    | 5    | 4    | 3    | 2    | 1    |

Sistema de puntuación desde 2023 en adelante:
| Posición       | 1.º | 2.º | 3.º | 4.º | 5.º | 6.º | 7.º | 8.º | 9.º | 10.º | 11.º | 12.º | 13.º | 14.º | 15.º |
| Puntos         | 25  | 20  | 16  | 13  | 11  | 10  | 9   | 8   | 7   | 6    | 5    | 4    | 3    | 2    | 1    |
| Carrera sprint | 12  | 9   | 7   | 6   | 5   | 4   | 3   | 2   | 1   |      |      |      |      |      |      |

#### Por categoría
| Cat.  | Temp.         | 1.er GP       | 1.er Podio    | 1.ª Victoria  | Carreras | Victorias | Podios | Poles | V.Ráp. | Pts. | CM |
| ----- | ------------- | ------------- | ------------- | ------------- | -------- | --------- | ------ | ----- | ------ | ---- | -- |
| Moto3 | 2021-2022     | Catar 2021    | Américas 2021 | Américas 2021 | 38       | 8         | 13     | 5     | 6      | 444  | 1  |
| Moto2 | 2023-presente | Américas 2023 | Malasia 2024  |               | 37       | 0         | 1      | 0     | 0      | 80   | 0  |
| Total | 2021-presente | 2021-presente | 2021-presente | 2021-presente | 75       | 8         | 14     | 5     | 6      | 524  | 1  |

#### Por temporada
| Temp. | Cat.  | Moto       | Equipo              | Carreras | Victorias | Podios | Poles | V.Ráp. | Pts. | Pos. |
| ----- | ----- | ---------- | ------------------- | -------- | --------- | ------ | ----- | ------ | ---- | ---- |
| 2021  | Moto3 | GasGas     | GasGas Aspar Team   | 18       | 1         | 1      | 0     | 4      | 125  | 8.º  |
| 2022  | Moto3 | GasGas     | GasGas Aspar Team   | 20       | 7         | 12     | 5     | 2      | 319  | 1.º  |
| 2023  | Moto2 | Kalex      | GasGas Aspar Team   | 18       | 0         | 0      | 0     | 0      | 20   | 22.º |
| 2024  | Moto2 | Kalex      | CFMoto Aspar Team   | 19       | 0         | 1      | 0     | 0      | 60   | 18.º |
| 2025  | Moto2 | Boscoscuro | Pramac Yamaha Moto2 |          |           |        |       |        | *    | *    |
| Total | Total | Total      | Total               | 75       | 8         | 14     | 5     | 6      | 524  |      |

- * Temporada en curso.

#### Carreras por año
| Año  | Cat.  | Moto       | 1       | 2      | 3       | 4      | 5       | 6       | 7       | 8       | 9      | 10      | 11     | 12      | 13     | 14     | 15      | 16     | 17     | 18      | 19     | 20      | 21  | 22  | Pos. | Pts. |
| ---- | ----- | ---------- | ------- | ------ | ------- | ------ | ------- | ------- | ------- | ------- | ------ | ------- | ------ | ------- | ------ | ------ | ------- | ------ | ------ | ------- | ------ | ------- | --- | --- | ---- | ---- |
| 2021 | Moto3 | GasGas     | QAT 7   | DOH 6  | POR 24  | SPA 11 | FRA 14  | ITA 17  | CAT Ret | GER 10  | NED 12 | EST 14  | AUT 8  | GBR 4   | ARA 4  | RSM 12 | AME 1   | ERM 12 | ALG 5  | VAL 7   |        |         |     |     | 8.º  | 125  |
| 2022 | Moto3 | GasGas     | QAT 8   | INA 2  | ARG Ret | AME 7  | POR 5   | SPA 1   | FRA 3   | ITA 2   | CAT 1  | GER 1   | NED 2  | GBR Ret | AUT 7  | RSM 3  | ARA 1   | JPN 1  | THA 5  | AUS 1   | MAL 12 | VAL 1   |     |     | 1.º  | 319  |
| 2023 | Moto2 | Kalex      | POR     | ARG    | AME 21  | SPA 22 | FRA 22  | ITA 18  | GER Ret | NED Ret | GBR 21 | AUT 13  | CAT 25 | RSM Ret | IND 13 | JPN 14 | INA 21  | AUS 6  | THA 9  | MAL Ret | QAT 23 | VAL Ret |     |     | 22.º | 20   |
| 2024 | Moto2 | Kalex      | QAT Ret | POR 22 | AME 20  | SPA 12 | FRA 10  | CAT Ret | ITA 8   | NED 19  | GER 13 | GBR 20  | AUT 12 | ARA Ret | RSM 21 | ERM 13 | INA DSQ | JPN 10 | AUS 16 | THA 6   | MAL 3  | SLD 7   |     |     | 17.º | 69   |
| 2025 | Moto2 | Boscoscuro | THA 16  | ARG 15 | AME 5   | QAT 22 | SPA Ret | FRA Ret | GBR 5   | ARA 11  | ITA 7  | NED Ret | GER 8  | CZE 6   | AUT    | HUN    | CAT     | RSM    | JPN    | INA     | AUS    | MAL     | POR | VAL | 15.º | 55   |

| Color     | Resultado                                                               |
| --------- | ----------------------------------------------------------------------- |
| Oro       | Ganador                                                                 |
| Plata     | 2.ª plaza                                                               |
| Bronce    | 3.ª plaza                                                               |
| Verde     | Finalizó en los puntos                                                  |
| Azul      | Finalizó sin puntos                                                     |
| Azul      | NC - No clasificado                                                     |
| Violeta   | Ret - No terminó (Carrera)                                              |
| Rojo      | DNQ - No se clasificó                                                   |
| Negro     | DSQ - Descalificado                                                     |
| Blanco    | DNS - No empezó (carrera)                                               |
| Blanco    | WD - Retirado (fin de semana)                                           |
| Blanco    | C - Carrera cancelada                                                   |
| Sin color | DNP - Inscrito pero no participó                                        |
| Sin color | INJ - Lesionado                                                         |
| Sin color | EX - Excluido                                                           |
| Estado    | Resultado                                                               |
| Negrita   | Pole position                                                           |
| Cursiva   | Vuelta rápida                                                           |
| †         | Abandona, pero clasifica al completar el porcentaje requerido para ello |

## Títulos
| Predecesor: Pedro Acosta  | Campeón del Mundo de Moto3 2022                          | Sucesor: Jaume Masià    |
| Predecesor: Jeremy Alcoba | Campeón del FIM CEV Moto3 Junior World Championship 2020 | Sucesor: Daniel Holgado |